# Тейлор, Уильям (посол)
Уильям Брокенбро Тейлор-младший (англ. William Brockenbrough Taylor Jr.; род. 14 сентября 1947) — американский дипломат, посол США на Украине (2006—2009), временный поверенный США на Украине (с июня 2019 по январь 2020 года).

## Биография
Уильям Тейлор окончил военную академию в Вест-Поинт (где, по его словам, был одним из трех лучших выпускников своего курса), служил в американской армии во время войны во Вьетнаме, где награждён бронзовой звездой за героизм.
Уйдя с военной службы, работал в Министерстве энергетики США и Министерстве обороны США.
С 1992 по 2002 годы работал в Госдепартаменте США в качестве координатора американской помощи странам Восточной Европы и бывшего Советского союза.
С 2002 по 2003 годы занимал должность Спецпредставителя США по оказанию донорской помощи Афганистану и работал в Кабуле, координируя американскую и международную помощь правительству этой страны. В 2003 повышен в должности до Координатора по вопросам Афганистана Госдепартамента США. В 2004 году получил ещё одно повышение — переведён в Багдад и назначен Директором офиса по вопросам восстановления Ирака.
С 2005 по 2006 годы был представителем США в Ближневосточном квартете.
В 2006 году при администрации Джорджа Буша-младшего кандидатура Тейлора была выдвинута на пост посла США на Украине. Утверждён Сенатом США в этой должности 26 мая 2006 года, приведён к присяге 5 июня 2006 года.
Уильям Тейлор приступил к работе в Киеве в качество посла США с 21 июня 2006 года, вручив верительные грамоты президенту Украины Виктору Ющенко. Завершил свою миссию на Украине 23 мая 2009 года.
В сентябре 2011 года назначен Специальным координатором Госдепартамента США по ближневосточному мирному процессу, где координировал американскую помощь Египту, Тунису, Ливии и Сирии.
В 2014 году вышел в отставку, перейдя на работу в Американский институт мира в Вашингтоне, где работал исполнительным вице-президентом.
В июне 2019 года по инициативе Госсекретаря США Майка Помпео после отзыва посла США на Украине Мари Йованович был назначен временным поверенным в делах США на Украине. Прибыл в Киев 17 июня 2019 года.
17 декабря 2019 года телекомпания NBC сообщила со ссылкой на источники в дипломатических кругах, что Тейлор завершит свою работу в качестве временного поверенного и покинет Киев 2 января 2020 года. В Конгрессе США выразили обеспокоенность планами отозвать Тейлора, член сенатского комитета по иностранным делам Боб Менендес направил официальное письмо госсекретарю США Майку Помпео, назвав такое решение «крайне необычным и, возможно, беспрецедентным».
31 декабря 2019 года Тейлор опубликовал прощальное видеообращение, назвав своё пребывания в Киеве «невероятным» и заверил в поддержке Украины со стороны США. 1 января 2020 года миссия Тейлора в Киеве завершилась, со 2 января 2020 года была назначена новый временный поверенный в делах США в Украине.

### Участие в процессе импичмента президента США Дональда Трампа
30 октября 2019 года телекомпания CNN со ссылкой на источники сообщила, что временный поверенный в делах США на Украине Уильям Тейлор может стать первым, кто выступит на публичных слушаниях в Конгрессе США в рамках процедуры импичмента президента США Дональда Трампа.
22 октября 2019 года Тейлор выступил перед спецкомитетом по разведке нижней палаты Конгресса. Стенограмма его показаний была опубликована 6 ноября. Выступая перед конгрессменами Тейлор заявил, что Дональд Трамп напрямую увязывал оказание помощи Украине с началом расследования украинскими властями действий бывшего американского вице-президента Джозефа Байдена и его сына Хантера. Тейлор также заявил под присягой, что посол США при ЕС Гордон Сондланд пытался ограничить число присутствующих при телефонном разговоре Дональда Трампа с украинским президентом Владимиром Зеленским.
Комментируя эти показания дипломата на брифинге для журналистов 14 ноября 2019 года, спикер Палаты представителей Конгресса США Нэнси Пелоси заявила, что слова Тейлора «подтвердили обвинения Дональда Трампа во взяточничестве».
В ноябре 2019 года, выступая на открытых слушаниях в Палате представителей, Тейлор сообщил под присягой, что Дональд Трамп требовал «публичное заявление президента Украины Владимира Зеленского относительно начала расследования по компании Burisma». Дипломат также резко осудил требование к Киеву проводить расследование в обмен на военную помощь, сказав конгрессменам: «одно дело — использовать рычаг давления для организации встречи в Белом доме. Другое дело, использовать этот рычаг для предоставления помощи в сфере безопасности стране, находящейся в состоянии войны, зависящей от помощи и демонстрации поддержки».
В декабре Ульрих Бречбюль, старший помощник госсекретаря Майка Помпео, сообщил Тейлору, что он должен вернуться в США в начале января 2020 года до запланированной поездки Помпео на Украину. Федеральный закон о вакансиях позволил бы ему сохранить свою должность на Украине до 8 января и позволил бы ему выполнять другие функции в Государственном департаменте. Тейлор покинул Украину 2 января 2020 года, уйдя со своего поста.